# Keto von Waberer

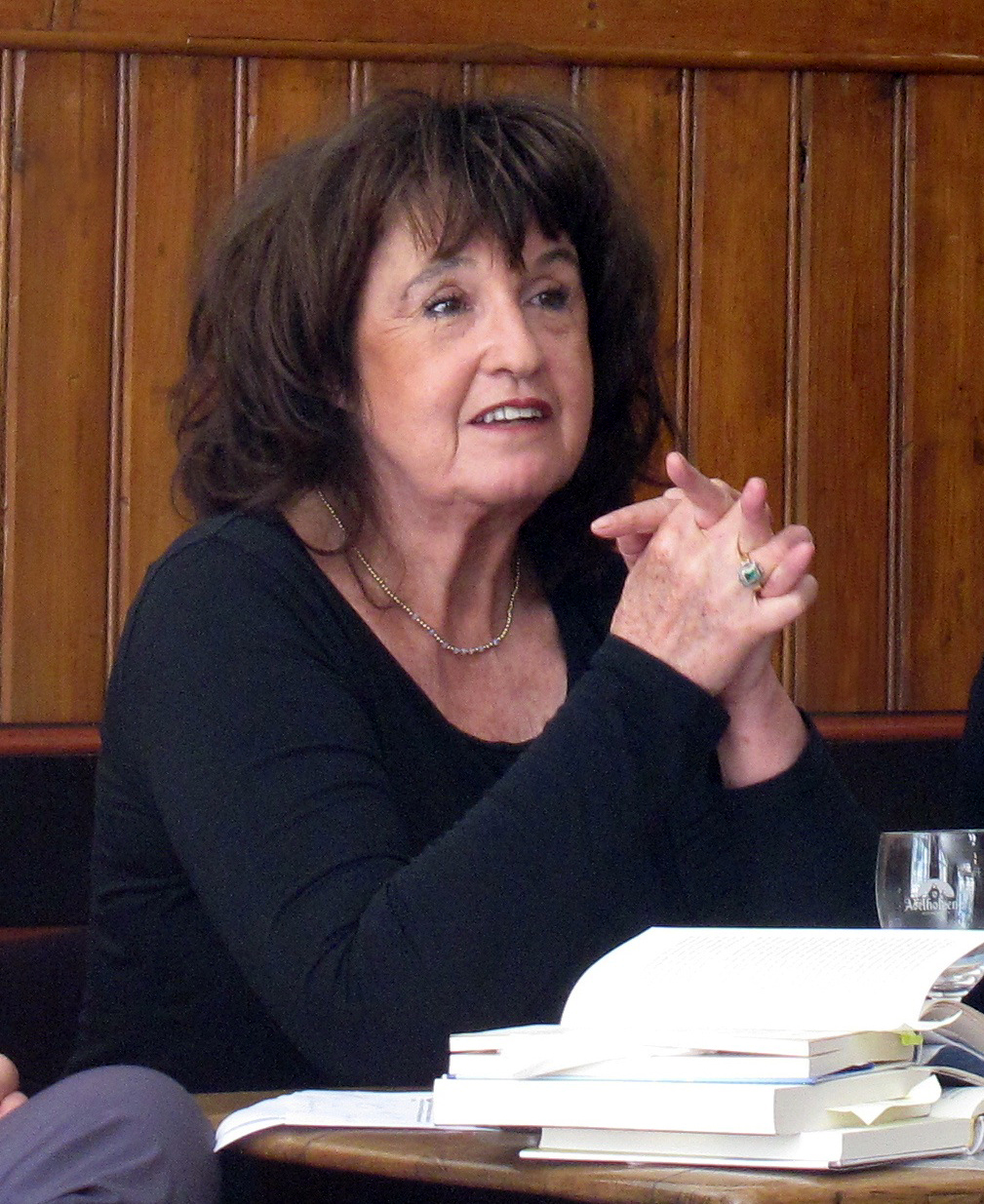
Keto von Waberer, Lesung in München, 2012

Keto von Waberer (* 24. Februar 1942 in Augsburg) ist eine deutsche Schriftstellerin und Architektin.

## Leben
Keto von Waberer ist die Tochter einer Deutschen und eines bolivianischen Architekten. Sie verlebte ihre Kindheit im Tiroler Dorf Alpbach bei Kufstein und besuchte die Schule im Internat Schloss Schwarzenberg, wo sie auch ihr Abitur ablegte. Anschließend studierte sie Kunst und Architektur in München und Mexiko-Stadt. Sie verbrachte mehrere Jahre in Mexiko, heiratete und bekam zwei Kinder.
Nach der Rückkehr nach Deutschland war sie als Architektin, Galeristin, Übersetzerin und Journalistin tätig. Als Journalistin lieferte sie Beiträge für die Zürcher Weltwoche, in Kunstzeitschriften Interviews mit Künstlern wie Joseph Beuys, Keith Haring und Ed Kienholz. 1983 veröffentlicht sie mit Der Mann aus dem See ihr erzählerisches Debüt. Heute lebt sie als freie Schriftstellerin in München. 1995 hatte sie eine Gastdozentur an der Universität-Gesamthochschule Essen inne. Seit 1998 lehrt sie an der Hochschule für Fernsehen und Film München das Fach Creative Writing. Außerdem gab sie Kurse und Seminare an der Ludwig-Maximilians-Universität (2006/07) und am Literaturhaus München (2008) zum Thema Kreatives Schreiben und Kurzprosa.
Seit 1988 ist Keto von Waberer Mitglied des PEN-Zentrums Deutschland.

## Leistungen
Keto von Waberer schreibt vorwiegend Prosa, ihre Erzählungen und Romane sind häufig Liebesgeschichten oder verarbeiten persönliche Erfahrungen der Autorin. Ihr Interesse gilt dabei der psychischen Verarbeitungs- bzw. Verdrängungsproblematik. Zudem hat sie Kinder- und Jugendbücher verfasst. Von Waberer ist auch als Übersetzerin aus dem Englischen hervorgetreten. So übertrug sie im Bereich der Science-Fiction unter anderen Werke von Ira Levin, Isaac Asimov, John Varley, Olaf Stapledon, Robert Silverberg, Tanith Lee, Terry Carr und Tom Reamy.

## Werke
- Der Mann aus dem See. Köln 1983, ISBN 3-462-01569-9.
- Heuschreckenhügel. Köln 1984, ISBN 3-462-01625-3.
- Die heimliche Wut der Pflanzen. Köln 1985, ISBN 3-462-01717-9.
- Blaue Wasser für eine Schlacht. Köln 1987, ISBN 3-462-01812-4.
- Der Schattenfreund. Köln 1988, ISBN 3-462-01943-0.
- Fischwinter, Köln 1991. ISBN 3-462-02099-4.
- Böse Menschen, München 1993. ISBN 3-423-11715-X.
- Vom Glück, eine Leberwurst zu lieben und andere kulinarische Glossen. Köln 1996, ISBN 3-462-02515-5.
- Simon. Die Abenteuer eines Tapirs. Frankfurt am Main 1998, ISBN 3-8270-5043-X
- Das Weiß im Auge des Feindes. Köln 1999, ISBN 3-462-02845-6.
- Die Mysterien eines Feinkostladens. Köln 2000, ISBN 3-462-02958-4.
- Schwester, Berliner Taschenbuchverlag. Berlin 2004, ISBN 3-8333-0100-7.
- Umarmungen, Berlin-Verlag. Berlin 2007, 2007, ISBN 978-3-8270-0718-6.
- Seltsame Vögel fliegen vorbei. Berlin Verlag, Berlin 2011 ISBN 978-3-8720-0995-1.
- Die Kuh aus dem Meer und andere Geschichten aus dem Zauberland. Hanser, München 2011, ISBN 978-3-446-23805-3.
- Mingus. dtv, München 2012, ISBN 978-3-423-24937-9.

### Herausgeberschaft
- Der Pfeil im Herzen, Köln 1993, ISBN 978-3462023053.

### Übersetzungen
- Walter Lord: Die Titanic-Katastrophe (A Night to Remember, 1955), München 1977
- Ira Levin: Die Roboterfrauen (Neuveröffentlichung 1994: Die Frauen von Stepford; The Stepford Wives, 1972), Heyne, München 1977
- Gregory Benford & Gordon Eklund: Jupiters Amboß (The Anvil of Jove, 1976), in Manfred Kluge (Hrsg.): Jupiters Amboß, Heyne, München 1978
- Michael G. Coney: Die Cinderella-Maschine (The Cinderella Machine, 1976), Tom Reamy: Der Detweiler-Bub (The Detweiler Boy, 1977), John Varley: Im Audienzsaal der Marskönige (In the Hall of the Martian Kings, 1976), in Manfred Kluge (Hrsg.): Die Cinderella-Maschine, Heyne, München 1978
- Michael G. Coney: Katapult zu den Sternen (Catapult to the Stars, 1977), in Manfred Kluge (Hrsg.): Katapult zu den Sternen, Heyne, München 1978
- Phyllis und Alex Eisenstein: Altar Ego (Altar Ego, 1977), in Manfred Kluge (Hrsg.): Altar Ego, Heyne, München 1979
- Richard Cowper: Wohin die großen Schiffe gehen (Out There Where the Big Ships Go, 1979), in Manfred Kluge (Hrsg.): Sterbliche Götter, Heyne, München 1980
- Olaf Stapledon: Ein moderner Magier (A Modern Magician, 1979), in Manfred Kluge (Hrsg.): Jefty ist fünf, Heyne, München 1980
- Leslie Frewin: Marlene Dietrich (Dietrich, 1967), Heyne, München 1979
- Harold English: In letzter Minute (The Heavens Above Us, 2002), Heyne, München 1979
- Phyllis Whitney: Turmzimmer (Spindrift, 1975), Blanvalet, München 1979
- Danielle Steel: Sag niemals adieu (The Promise, 1978), Goldmann, München 1979
- Manuel Silva Acevedo: Wölfe und Schafe (Lobos y ovejas, 1972), München 1989
- Daniel Hearn: Rabenschwarzer August, Schneekluth, München 1990
- Zhimei Zhang: Hundert Blumen, Schneekluth, München 1997
- Ilene Beckerman: Was tut man nicht alles aus Liebe! (What We Do for Love, 1997), Sanssouci Verlag, Zürich 1998

## Auszeichnungen und Ehrungen
- 1983: Literaturförderungspreis der Stadt München
- 1988: Schwabinger Kunstpreis[3]
- 1990: Märkisches Stipendium für Literatur[4]
- 1992: Montblanc-Literaturpreis
- 1993: Förderstipendium Darmstadt
- 1996: Ernst-Hoferichter-Preis[5]
- 2011: Literaturpreis der Landeshauptstadt München[6]